# Cyberia
Cyberia é um jogo de ação e aventura de ficção científica desenvolvido pela Xatrix Entertainment e publicado pela Interplay em 1994. lançado para MS-DOS em 2 de dezembro de 1994 e lançado dois anos depois nos consoles PlayStation, Sega Saturn, 3DO e FM Towns.

## Enredo
Terra, ano de 2027, 5 anos depois do grande colapso global. Agora os "Criminal Cartels" a frente da Free World Alliance (FWA) querem controlar o planeta. Você controla Zak, um hacker fora-da-lei com grandes habilidades que tinha sido preso. William Devlin, chefe do FWA, lhe dá uma escolha: trabalhar para a FWA numa missão de espionagem ou continuar na prisão por tempo indeterminado.
Devlin e a FWA já têm a sua missão planejada. Depois de libertado da cela no Pentágono, você é levado para um hovercraft. Através deste você será levado até o Atlântico Norte. Santos foi contratado pela FWA para levá-lo até o Complexo Cyberia. Suas ordens são passadas por Rig: encontrar com Santos e tomar posse de uma nave TF-22. Esta tem um piloto automático programado para fazer a melhor rota pelo Complexo Cyberia, como também um painel computadorizado para ser usado em combate.

## A dificuldade
O jogo fica bem diferente dependendo da dificuldade que você escolheu no início. Existem dois parâmetros de dificuldade: PUZZLE e ARCADE. Pode-se escolher fácil, médio ou difícil, porém não se pode escolher PUZZLE e ARCADE fáceis ao mesmo tempo.
A Interplay recomenda os níveis FÁCIL e MÉDIO apenas para pessoas que não estão acostumadas com esse tipo de jogo, mas quando se escolhe o nível DIFÍCIL para ARCADE e PUZZLE o jogo fica realmente muito difícil! Por todas as revistas de games, o jogo Cyberia é classificado como difícil. Na verdade, um dos jogos mais difíceis do estilo adventure.

## Recepção
As críticas sobre Cyberia foram geralmente mistas. Na maior parte, os visuais cinematográficos e pré-renderizados do jogo foram elogiados; de acordo com Philip Jong da Adventure Classic Gaming, Cyberia foi "um dos primeiros títulos de jogos a combinar animações de computador e técnica de filme de Hollywood para formar gráficos visualmente impressionantes e cutscenes". Da mesma forma, IGN afirmou que o "uso de múltiplos ângulos de câmera, trilha sonora misteriosa, fonte de luz detalhada e sequências de corte curtas e eficazes realmente puxam o jogador para o jogo". Radion Automatic, da Sega Saturn Magazine, também comentou que "os gráficos permanecem estilisticamente constantes praticamente por toda parte (além do conceito antiaéreo ropey), exibindo personagens renderizados de aparência sólida e fundos de forma cinematográfica o suficiente para manter a atmosfera".